# 宮之上貴昭
宮之上貴昭（みやのうえ よしあき、1953年10月7日 - ）は、東京都世田谷区出身のジャズ・ギタリスト。

## 略歴
米軍横田基地の中の「N・C・O」クラブで、 ジョー・デイヴィス (オルガン)、ジェリー・エディ (ドラム)とのトリオ「ニュー・グループ」で3年間演奏する。同時に自身のバンドで都内のライブハウス等に出演していたが、1977年に渡米。
ニューヨークで武者修行の後に帰国し、折からビル・エヴァンス・トリオで来日中だったドラマー、フィリー・ジョー・ジョーンズをゲストに、アルバム『ソング・フォー・ウェス』(キングレコード)をリリースし、メジャー・デビューする。これを機に、毎年次々とリーダー・アルバムを発表。とりわけオルガンの第一人者、ジミー・スミスをゲストに加えた『TOUCH OF LOVE』(バップレコード)や、「日本のジャズ100選」にもなったライブ録音の『ウェス・モンゴメリーに捧ぐ』(キングレコード)、ストリングス・オーケストラを加えてイージー・リスニングに仕立てた『フォクシー・アイズ』(東芝EMI)、 また、アンディ・シンプキンス (ベース)のプロデュースによる初の海外録音アルバム『L.A.コネクション』も話題となった。
現在でも自身のグループを率いて都内のライブハウスや全国でのコンサート、テレビやラジオの出演をはじめ、海外のジャズ・フェスティバルやコンサートで演奏活動を続けている。
海外のジャズ・フェスティバルやライブについては、1988年に自身のバンドでインドのジャズ・フェスティバル「JAZZ YATORA」を皮切りに、2000年から、ほぼ毎年ハワイのライブやコンサート・ツアー、北村英治（クラリネット）バンドの一員として1992年からカリフォルニア・モンタレー・ジャズ・フェスティバルやオーストラリア・クイーンズランドのジャズ・フェスティバル、自身のバンドでカリフォルニア・サンノゼ・ジャズ・フェスティバル、また2013年にはパリでのライブなどで演奏している。

## 人物
- ピックを一切用いず、親指を中心とする独特の宮之上の奏法は、ウェス・モンゴメリーの流れの中にあってさらに発展させ、着々と自己のスタイルを確立している。
- 比類のないテクニック、歌心とその音楽性に、全国の熱狂的な信奉者は数多く、ジャズ誌の読者人気投票ギター部門では30年以上、常にトップクラスにランクされている。

## ディスコグラフィ

### リーダー・アルバム
- 『ホワッツ・ハップンド? ミヤ』 - What's happened? Miya（1978年、ALM コジマ録音）
- 『ソング・フォー・ウェス』 - Song For Wes（1979年、キングレコード）
- 『MELLOW AROUND』 - Mellow Around（1980年、キングレコード）
- 『リヴィエラ』 - Riviera（1981年、日本コロムビア）
- 『TOUCH OF LOVE』 - Touch Of Love（1981年、バップレコード）
- 『黒い瞳のナタリー』 - Nathalie（1983年、バップレコード）
- 『ウエス・モンゴメリーに捧ぐ』 - Dedicated To Wes Montgomery（1985年、キングレコード）
- 『フォクシー・アイズ』 - Foxy Eyes（1988年、東芝EMI）
- 『スモーキン』 - Smokin'（1991年、キングレコード）
- 『ブルースランド』 - Bluesland（1993年、キングレコード）
- 『ザ・サム』 - The Thumb（1995年、キングレコード）
- 『L.A.コネクション』 - L.A. Connection（1997年、キングレコード）
- 『ミー、マイセルフ&アイ』 - Me, Myself & I（1999年、キングレコード）
- 『LIVE!』 - Live（2000年、SFCレコード）
- 『ライブ・アット・ザ・きりきりぶらうん』 - Live At The Kitty Kitty Brown（2002年、SFCレコード）
- 『ジャズ・ギター・パフォーマンス』 - Jazz Guitar Performance（2004年、B-2） ※DVD
- 『スピリッツ』 - Spirits（2006年、SFCレコード）
- 『サンセット・ストリート』 - Sunset Street （2008年、SFCレコード）
- 『サマータイム』 - Summertime （2010年、YPMレーベル）
- 『I remember Wes』 - I Remember Wes （2011年、YPMレーベル）
- 『リフレクション』 - Reflection（2015年、SFCレコード）
- 『TASTE of jazzguitar』 - Tast of jazzguiter（2019年、YPMレーベル）
- 『THE MASTERS』 - The Masters（2021年、YPMレーベル）
- 『EDGE』- EDGE（2022年、YPMレーベル）

### 双頭アルバム
- 『エイジ・ミーツ・スモーキン』 - Eiji Meets Smokin'（1996年、イエローキャブ） ※with 北村英治 (cl)
- 『YOSHIAKI!!』 - Yoshiaki!!（1996年、キングレコード） ※with 岡安芳明 (g)
- 『スイート&ラブリー』 - Sweet & Lovely（2000年、ATUTA Planning） ※with 熱田修二 (tp)
- 『デリバリー』 - Delivery（2000年、JAZZ COOK） ※with 北村英治
- 『AUTUMN NOCTURNE』 - Autumn Nocturne（2001年、WOODY CREEK） ※with 伊藤潮 (b)
- 『ライブ・イン・メキシコ』 - Live in Mexico (2014年、Mock Hillレコード） ※with 岡淳 (ts、fl)

### 宮之上貴昭プロデュース・アルバム
- 宇多慶記 : 『タッチ!』 - Touch!（2001年、SFCレコード）
- 伊藤実千代 : 『イリュージョン』 - Illusion（2002年、SFCレコード）
- 大野めぐみ : 『インスピレーション』 - inspiration（2003年、SFCレコード）
- nica & 宮之上貴昭 : 『Nica With Yoshiaki Miyanoue』 - nica（2008年、YPMレーベル）
- 中溝ひろみ : 『ソング・フォー・ア・スカイ』 - Song for a sky（2011年、YPMレーベル）

## 主な共演者

### 管楽器
- バディ・デフランコ (クラリネット)
- マーシャル・ロイヤル (アルト・サックス)
- ビル・ベリー (コルネット)
- スコット・ハミルトン (テナー・サックス)
- ルー・タバキン (テナー・サックス)
- ボビー・シュー (トランペット)
- コンテ・カンドリ (トランペット)
- スヌーキー・ヤング (トランペット)
- リッチー・コール (アルト・サックス)
- メイナード・ファーガソン (トランペット)
- ハンニバル・マービン・ピーターソン (トランペット)

### 鍵盤楽器
- ジーン・ハリス (ピアノ)
- ジミー・スミス (オルガン)
- ロニー・スミス (オルガン)
- フランク・コレット (ピアノ)
- スミス・ドブソン (ピアノ)
- ジェラルド・ウィギンズ (ピアノ)
- ロジャー・キャラウェイ (ピアノ)

### ベース
- アンディ・シンプキンス
- リチャード・デイヴィス
- パーシー・ヒース
- ジョン・クレイトン
- ジェフ・チェンバース

### ドラム
- フィリー・ジョー・ジョーンズ
- ジミー・ラブレイス
- シャーマン・ファーガソン
- ジェフ・ハミルトン
- ジョー・ジョーンズJr
- ロイ・マッカーディー
- エディ・マーシャル
- ハロルド・ジョーンズ

### その他の楽器
- ブルース・フォアマン (ギター)